# 温特豪森
温特豪森是德国巴伐利亚州的一个市镇。总面积8.73平方公里，总人口1460人，其中男性727人，女性733人（2011年12月31日），人口密度167人/平方公里。